# Ignazio Boncompagni Ludovisi

Stemma Boncompagni Ludovisi

Ignazio Boncompagni Ludovisi, dei duchi di Sora (Roma, 27 maggio 1845 – Roma, 28 ottobre 1913) è stato un politico italiano, principe di Vanossa e senatore del Regno d'Italia dalla XVI legislatura.

## Biografia
Fu aiutante in campo di Giuseppe Garibaldi.
Sposó il 27 giugno 1868 Teresa dei Conti Mariscotti, senza discendenza.

## Albero genealogico
|                                                        |                                                |                                                             | Genitori                                                   |  |  | Nonni |  |  | Bisnonni                                                |  |  | Trisnonni                                               |  |
|                                                        |                                                |                                                             |                                                            |  |  |       |  |  | Antonio II Boncompagni Ludovisi, V principe di Piombino |  |  | Gaetano I Boncompagni Ludovisi, IV principe di Piombino |  |
|                                                        |                                                |                                                             |                                                            |  |  |       |  |  | Antonio II Boncompagni Ludovisi, V principe di Piombino |  |  | Gaetano I Boncompagni Ludovisi, IV principe di Piombino |  |
|                                                        |                                                | Laura Chigi                                                 |                                                            |  |  |       |  |  | Antonio II Boncompagni Ludovisi, V principe di Piombino |  |  |                                                         |  |
| Luigi I Boncompagni Ludovisi, VI principe di Piombino  |                                                |                                                             |                                                            |  |  |       |  |  | Antonio II Boncompagni Ludovisi, V principe di Piombino |  |  |                                                         |  |
|                                                        |                                                | Vittoria Sforza Cesarini                                    | Sforza Giuseppe Sforza Cesarini, III principe di Genzano   |  |  |       |  |  |                                                         |  |  |                                                         |  |
|                                                        |                                                | Vittoria Sforza Cesarini                                    | Sforza Giuseppe Sforza Cesarini, III principe di Genzano   |  |  |       |  |  |                                                         |  |  |                                                         |  |
|                                                        |                                                | Vittoria Sforza Cesarini                                    | Maria Francesca Giustiniani                                |  |  |       |  |  |                                                         |  |  |                                                         |  |
| Antonio Boncompagni Ludovisi, VII principe di Piombino |                                                | Vittoria Sforza Cesarini                                    |                                                            |  |  |       |  |  |                                                         |  |  |                                                         |  |
|                                                        |                                                | Baldassarre Odescalchi, III principe Odescalchi             | Livio Odescalchi, II principe Odescalchi                   |  |  |       |  |  |                                                         |  |  |                                                         |  |
|                                                        |                                                | Baldassarre Odescalchi, III principe Odescalchi             | Livio Odescalchi, II principe Odescalchi                   |  |  |       |  |  |                                                         |  |  |                                                         |  |
|                                                        |                                                | Baldassarre Odescalchi, III principe Odescalchi             | Maria Vittoria Corsini                                     |  |  |       |  |  |                                                         |  |  |                                                         |  |
| Maddalena Odescalchi                                   |                                                | Baldassarre Odescalchi, III principe Odescalchi             |                                                            |  |  |       |  |  |                                                         |  |  |                                                         |  |
|                                                        |                                                | Caterina Valeria Giustiniani                                | Benedetto II Giustiniani, V principe di Bassano            |  |  |       |  |  |                                                         |  |  |                                                         |  |
|                                                        |                                                | Caterina Valeria Giustiniani                                | Benedetto II Giustiniani, V principe di Bassano            |  |  |       |  |  |                                                         |  |  |                                                         |  |
|                                                        |                                                | Caterina Valeria Giustiniani                                | Cecilia Carlotta Francesca Anna Mahony                     |  |  |       |  |  |                                                         |  |  |                                                         |  |
| Ignazio Boncompagni Ludovisi                           |                                                | Caterina Valeria Giustiniani                                |                                                            |  |  |       |  |  |                                                         |  |  |                                                         |  |
|                                                        | Angelo Tiberio Massimo, III marchese di Ortona | Emilio Massimo                                              |                                                            |  |  |       |  |  |                                                         |  |  |                                                         |  |
|                                                        | Angelo Tiberio Massimo, III marchese di Ortona | Emilio Massimo                                              |                                                            |  |  |       |  |  |                                                         |  |  |                                                         |  |
|                                                        | Angelo Tiberio Massimo, III marchese di Ortona | Maria Bernardina Ferretti                                   |                                                            |  |  |       |  |  |                                                         |  |  |                                                         |  |
| Francesco Massimo, I duca di Rignano e Calcata         | Angelo Tiberio Massimo, III marchese di Ortona |                                                             |                                                            |  |  |       |  |  |                                                         |  |  |                                                         |  |
|                                                        |                                                | Caterina Negroni                                            | …                                                          |  |  |       |  |  |                                                         |  |  |                                                         |  |
|                                                        |                                                | Caterina Negroni                                            | …                                                          |  |  |       |  |  |                                                         |  |  |                                                         |  |
|                                                        |                                                | Caterina Negroni                                            | …                                                          |  |  |       |  |  |                                                         |  |  |                                                         |  |
| Guglielmina Massimo                                    |                                                | Caterina Negroni                                            |                                                            |  |  |       |  |  |                                                         |  |  |                                                         |  |
|                                                        |                                                | Vincenzo Lante Montefeltro della Rovere, VI duca di Bomarzo | Filippo Lante Montefeltro della Rovere, IV duca di Bomarzo |  |  |       |  |  |                                                         |  |  |                                                         |  |
|                                                        |                                                | Vincenzo Lante Montefeltro della Rovere, VI duca di Bomarzo | Filippo Lante Montefeltro della Rovere, IV duca di Bomarzo |  |  |       |  |  |                                                         |  |  |                                                         |  |
|                                                        |                                                | Vincenzo Lante Montefeltro della Rovere, VI duca di Bomarzo | Faustina Capranica                                         |  |  |       |  |  |                                                         |  |  |                                                         |  |
| Carolina Lante Montefeltro della Rovere                |                                                | Vincenzo Lante Montefeltro della Rovere, VI duca di Bomarzo |                                                            |  |  |       |  |  |                                                         |  |  |                                                         |  |
|                                                        |                                                | Elisabetta Sassi della Tosa                                 | Giuseppe Maria Saverio Sassi della Tosa                    |  |  |       |  |  |                                                         |  |  |                                                         |  |
|                                                        |                                                | Elisabetta Sassi della Tosa                                 | Giuseppe Maria Saverio Sassi della Tosa                    |  |  |       |  |  |                                                         |  |  |                                                         |  |
|                                                        |                                                | Elisabetta Sassi della Tosa                                 | Teresa Cattani                                             |  |  |       |  |  |                                                         |  |  |                                                         |  |
|                                                        |                                                | Elisabetta Sassi della Tosa                                 |                                                            |  |  |       |  |  |                                                         |  |  |                                                         |  |